# Distrikt Tambo (Huaytará)
Der Distrikt Tambo liegt in der Provinz Huaytará in der Region Huancavelica in Südzentral-Peru. Der Distrikt wurde am 12. Januar 1921 gegründet. Er besitzt eine Fläche von 228 km². Beim Zensus 2017 wurden 719 Einwohner gezählt. Im Jahr 1993 lag die Einwohnerzahl bei 1138, im Jahr 2007 bei 521. Sitz der Distriktverwaltung ist die 3141 m hoch gelegene Ortschaft Santa Rosa de Tambo (oder kurz: Tambo) mit 308 Einwohnern (Stand 2017). Santa Rosa de Tambo liegt 12 km südöstlich der Provinzhauptstadt Huaytará.

## Geographische Lage
Der Distrikt Tambo liegt in der peruanischen Westkordillere im zentralen Westen der Provinz Huaytará. Der Oberlauf des Río Tambo, rechter Quellfluss des Río Ica, durchquert den Distrikt in südwestlicher Richtung.
Der Distrikt Tambo grenzt im Westen an den Distrikt Ayaví, im Nordwesten an die Distrikte Huaytará und San Antonio de Cusicancha, im Norden an den Distrikt Pilpichaca sowie im Südosten an den Distrikt Santo Domingo de Capillas.